# 1984bbs

1984bbs被迫关闭時的网页截图

1984bbs的名字来源于乔治·奥威尔的名著一九八四，是一个非盈利性的网络论坛，以反抗中国大陆新闻审查知名。网站创建于2008年8月，服务器设在中国大陆之外，主要发布被中国大陆的互联网审查机关删除或者禁止发布的新闻并允许自由讨论。由于很多帖子内容涉及政治议题，并且管理员拒绝审查论坛内容，在中华人民共和国政府的压力下，1984bbs于2010年10月11日被迫关闭。

## 内容和特色
网站采用邀请的方式进行注册，未注册用户无法浏览网站的大部分内容。虽然只有一万多名用户，但聚集了中国大陆一些活跃的媒体人，相对于其他类似网站气氛比较自由活跃，经常有媒体编辑将中宣部发布的禁令发表在这个网站上。
论坛由以下几个板块组成：
- 自由新闻社，发表新闻类文章，通常是国内外时事和网络热点问题；
- 雅典学院，主要讨论政治、哲学等方面的问题；
- 开放社会资料室，整理和介绍被官方查禁的书籍、资料；
- 国家局域网研究所，研究和介绍突破网络封锁的方法和技术；
- 罗马假日公寓，讨论生活、娱乐等非政治性质的内容；
- Live!大讲堂，不定期地邀请一些知名学者针对某一热点问题与网友进行公开讨论，至关站为止共进行了十余期，参与过对话的名人有余杰、冉云飞、艾未未、莫之许、闾丘露薇等。

## 被迫关闭
1984bbs自建站以来多次遭到不明来源的DDOS攻击，一度导致无法正常访问。以张书记为网名负责1984bbs运作的张健男本人也多次遭到警方的威胁, 甚至遭便衣警察限制人身自由。张健男在接受采访时说，他为拓展言论自由付出了很多，但不希望家人也为此付出代价，因此不打算重新开启这个网站。张健男说，自从刘晓波获得诺贝尔和平奖后，中国当局不断地向他发出威胁，迫使他最后决定关闭这个论坛。他说，过去他也遇到过来自当局的各种干扰，但目前他遇到的干扰已经超越对他本人的威胁。张健男说：“这些干扰让我实在不可对抗，有些干扰已经不是针对我个人了。如果只是针对我个人，我觉得还可以忍受一下。有些干扰已经牵涉到家里人了。我不想把自己的痛苦带到别人身上。”过去几天里，警察在张健男的住所外轮班对他的行踪进行监控，还向他询问妻子的个人资料和工作情况，甚至要了解妻子的父母及祖父的情况，令他忍无可忍，最后决定放弃他的网站。   

## 评价
- 四川成都市网络作家冉云飞认为[5]，1984bbs网上论坛虽然注册用户不多，但影响力很大，它的关闭对中国言论空间的拓展将带来比较大的损失。冉云飞说：“在很多人看来，影响力仅仅是一个点击率的问题，但不是这样的。在我看来，你的文章哪怕只有几十个人看，但如果你的文章批评政府是很尖锐的，很到位的，很理性的，同时能够入木三分的，这种东西也叫影响力。”
- 云南的《信息报》曾经登出一篇消息对1984bbs做了简短的介绍，评价其为“自由、和平、理性探讨中国社会各类问题的虚拟社区”，“中国网络防火墙之内的一道奇观”，并提到“站长面临外部压力，这个论坛即将关闭”[6]。